# Bewegung (Kontrapunkt)
Als Bewegung bezeichnet man in der Kontrapunktlehre das Richtungsverhältnis zweier Stimmen untereinander. Unterschieden werden dabei die Fälle der geraden/gleichen Bewegung, Parallelbewegung, Gegenbewegung und Seitenbewegung. Die gleiche Bewegung und die Parallelbewegung unterliegen im Kontrapunkt gewissen Einschränkungen.

## Definitionen
- Gerade Bewegung (manchmal auch Geradbewegung, gleiche Bewegung, gleichgerichtete Bewegung) (lat. Motus rectus): zwei Stimmen bewegen sich gleichzeitig aufwärts oder abwärts.
- Parallelbewegung: ein Sonderfall der geraden Bewegung, die Stimmen bewegen sich in gleicher Richtung und behalten dabei auch den gleichen Intervallabstand bei. Dabei wird nicht zwischen den Intervallvarianten unterschieden (z. B. große Terz / kleine Terz).
- Gegenbewegung (lat. Motus contrarius): eine Stimme bewegt sich aufwärts, die andere abwärts.
- Seitenbewegung (lat. Motus obliquus): eine Stimme bewegt sich, die andere bleibt auf ihrem Ton liegen oder wiederholt ihn.

## Unklare Abgrenzung von „gerader Bewegung“ und „Parallelbewegung“
Weitgehend einig ist man sich in der Literatur darüber, dass es sich bei „gerader Bewegung“ und „Parallelbewegung“ nicht um zwei selbständige Bewegungsarten, sondern um Varianten handelt, so dass insgesamt nicht von vier, sondern von drei grundlegenden Bewegungsarten zu sprechen ist. Bei der Definition der Begriffe verfährt man allerdings nicht einheitlich. Manche Autoren verwenden „gerade Bewegung“ als Oberbegriff und bezeichnen Parallelbewegung als Sonderfall davon. Andere Autoren verstehen dagegen unter „Parallelbewegung“ jede Art der Bewegung in gleicher Richtung. Sie verzichten auf einen zusätzlichen Begriff für die gerade Bewegung in wechselnden Intervallen oder erwähnen sogar diese Möglichkeit überhaupt nicht.